# Команська сільська рада
Ко́манська сільська́ ра́да — адміністративно-територіальна одиниця та орган місцевого самоврядування в Новгород-Сіверському районі Чернігівської області. Адміністративний центр — село Комань.

## Загальні відомості
Команська сільська рада утворена у 1946 році.
- Територія ради: 52,456 км²
- Населення ради: 810 осіб (станом на 2001 рік)

## Населені пункти
Сільській раді були підпорядковані населені пункти:
- с. Комань
- с. Араповичі
- с. Дробишів
- с. Чернацьке
- с. Чулатів

## Склад ради
Рада складалася з 12 депутатів та голови.
- Голова ради: Акуленко Любов Олексіївна
- Секретар ради: Острик Юрій Анатолійович

### Керівний склад попередніх скликань
| Прізвище, ім'я, по батькові | Основні відомості                                                 | Дата обрання | Дата звільнення |
| --------------------------- | ----------------------------------------------------------------- | ------------ | --------------- |
| Гришков Сергій Михайлович   | Сільський голова, 1961 року народження                            | 26.03.2006   | 31.10.2010      |
| Акуленко Любов Олексіївна   | Сільський голова, 1969 року народження, освіта вища, позапартійна | 31.10.2010   |                 |

Примітка: таблиця складена за даними сайту Верховної Ради України

### Депутати
За результатами місцевих виборів 2010 року:
- Кількість мандатів: 12
- Кількість мандатів, отриманих за результатами виборів: 11
- Кількість мандатів, що залишаються вакантними: 1

#### За суб'єктами висування
| Суб'єкт висування           | Кількість обраних депутатів | %    |
| --------------------------- | --------------------------- | ---- |
| Партія регіонів             | 8                           | 72,7 |
| Самовисування               | 2                           | 18,2 |
| Комуністична партія України | 1                           | 9,1  |

#### За округами
| № округу                    | Прізвище, ім'я, по батькові | Дата визнання обраним | Освіта  | Партійна приналежність            | Відомості про обраного депутата                               |
| --------------------------- | --------------------------- | --------------------- | ------- | --------------------------------- | ------------------------------------------------------------- |
| Комуністична партія України |                             |                       |         |                                   |                                                               |
| 10                          | Климович Іван Авдійович     | 03.11.2010            | вища    | член Комуністичної партії України | пенсіонер                                                     |
| Партія регіонів             |                             |                       |         |                                   |                                                               |
| 1                           | Гуща Юрій Миколайович       | 03.11.2010            | середня | член Партії регіонів              | Команський будинок культури, директор                         |
| 2                           | Шишко Ганна Юріївна         | 03.11.2010            | вища    | член Партії регіонів              | Команський фельдшерський пункт, молодша медична сестра        |
| 5                           | Бедоєв Борис Харитонович    | 03.11.2010            | середня | член Партії регіонів              | тимчасово не працює                                           |
| 6                           | Ляшенко Петро Васильович    | 03.11.2010            | вища    | позапартійний                     | Чернігів-Держрибохорона, держрибінспектор                     |
| 7                           | Гришков Віктор Павлович     | 03.11.2010            | середня | член Партії регіонів              | Дробишівський клуб, завідувач                                 |
| 8                           | Павленко Юрій Омелянович    | 03.11.2010            | середня | член Партії регіонів              | тимчасово не працює                                           |
| 11                          | Шишко Анатолій Семенович    | 03.11.2010            | середня | член Партії регіонів              | пенсіонер                                                     |
| 12                          | Острик Юрій Анатолійович    | 03.11.2010            | вища    | член Партії регіонів              | Команська сільська рада, секретар сільської ради та виконкому |
| Самовисування               |                             |                       |         |                                   |                                                               |
| 3                           | Богун Павло Миколайович     | 03.11.2010            | вища    | позапартійний                     | АЗС ТОВ «Нафта», старший оператор                             |
| 9                           | Акуленко Михайло Іванович   | 03.11.2010            | вища    | позапартійний                     | Новгород-Сіверське управління газового господарства, слюсар   |